# Gaurax wirthi
Gaurax wirthi är en tvåvingeart som beskrevs av Curtis W. Sabrosky 1997. Gaurax wirthi ingår i släktet Gaurax och familjen fritflugor. Inga underarter finns listade i Catalogue of Life.